# Argolla (castigo)
En el ámbito militar, se llama argolla al castigo que se ejecuta con algún reo sometiéndole a la vergüenza pública sobre un pilar, habiéndole metido en el cuello una argolla de hierro colocada a una altura suficiente para que pudiera ser visto. 
Cuando un soldado se había hecho acreedor al castigo de la argolla no solo era despedido ignominiosamente del servicio militar sino que se le destinaba a presidio durante un cierto número de años. 